# Mary Virgin
Mary Bell Virgin, född Scott 5 februari 1826 i Hobart, Tasmanien, död 6 april 1895 på landeriet Liatorp vid Helsingborg, var en en svensk porslinsmålare.
Hon var dotter till läkaren James Scott, som tjänstgjorde i de brittiska kolonierna, och Lucie Margaret Davey. Hon gifte sig första gången i hemstaden 1851 med sekundlöjtnanten greve Augustin Ehrensvärd, som avled 1854, andra gången 1859 med premiärlöjtnanten friherre Gustaf Åkerhielm af Blombacka, som avled 1863, och tredje gången 1866 med amiralen Philip Virgin. För Svaneholms slott i Skåne målade hon en matservis tillverkad av Rörstrand och bestående av 154 delar, som kom ut på auktionsmarknaden 1934. Servisen hade en polykrom blomdekor och varje pjäs var signerad med MV och ett datum.